# Good Girl Gone Bad Live
"Good Girl Gone Bad Live" is de eerste livemuziek dvd van zangeres Rihanna, uitgekomen op 12 juni 2008. Het betreft een opname van het concert dat in de MEN arena in de Britse stad Manchester werd opgenomen op 6 december 2007. De dvd werd genomineerd voor een Grammy Award.

## Tracklist
1. Pon de Replay
2. Break It Off
3. Let Me
4. Rehab
5. Breakin' Dishes
6. Is This Love
7. Kisses Don't Lie
8. Scratch
9. SOS
10. Good Girl Gone Bad
11. Hate That I Love You
12. Unfaithful
13. Sell Me Candy
14. Don't Stop the Music
15. Push Up On Me
16. Shut Up and Drive
17. Question Existing
18. Umbrella

### Bonus
1. Achter de scènes documentaire - Rihanna heeft het over de show, de steden die ze bezoekt, de outfits, ...
2. Verborgen Video - "Umbrella" Home Made Video door Rihanna's crew

## Releasedatums
- Europa en VK: 13 juni 2008
- Australië, Japan, en Azië: 17 juni 2008
- Brazilië: 24 juni 2008
- Verenigde Staten en Canada: 4 november 2008

## Prijzen
"Good Girl Gone Bad Live" werd genomineerd bij de 51ste editie van de Grammy Awards in de categorie Beste Lange Videoclip, maar de prijs werd niet aan Rihanna toegekend.

## Ultratop
De dvd werd een succes en behaalde o.a. in België de tweede plaats in de ultratop, ook kreeg het in de Verenigde Staten goud en in Italië platina.